# Gladys Marín
Gladys del Carmen Marín Millie (phát âm tiếng Tây Ban Nha: [ˈɡlaðis maˈɾin]; sinh ngày 16 tháng 7 năm 1941 – mất ngày 6 tháng 3 năm 2005) là một nhà hoạt động và nhân vật chính trị người Chile. Bà là Tổng thư ký Đảng Cộng sản Chile (PCCh) (1994–2002) và sau đó là chủ tịch Đảng Cộng sản Chile cho đến khi qua đời. Bà là một đối thủ kiên quyết của Tướng Augusto Pinochet và là người nộp đơn kiện đầu tiên chống lại ông, trong đó bà cáo buộc ông vi phạm nhân quyền trong suốt chế độ độc tài kéo dài mười bảy năm của mình.

## Những năm đầu
Marín sinh ra ở Curepto tại vùng Maule, là con của Heraclio Marín, một nông dân, và một giáo viên, Adriana Millie. Bà sau đó đã cùng gia đình chuyển đến Sarmiento, và rồi đến Talagante. Năm mười một tuổi, bà định cư ở Santiago.

## Hoạt động chính trị
Marín gia nhập Đảng Cộng sản trong khi theo học ngành sư phạm ở Santiago. Bà được bầu vào Hạ viện năm 1965, và một lần nữa vào năm 1970, đại diện cho một quận tầng lớp công nhân của Santiago.
Sau cuộc đảo chính năm 1973, Marín lần đầu tiên đi vào hoạt động ngầm và sau đó, với sự thuyết phục nài nỉ của Đảng Cộng sản Chile, bà đã trú ẩn tại đại sứ quán Hà Lan tại Santiago và ở lại đó tám tháng trước khi được phép rời khỏi đất nước đến Đông Đức.

## Cuộc sống cá nhân và cái chết
Marín kết hôn với Jorge Muñoz Poutays vào năm 1963,người bà đã gặp năm 1959 và họ có 2 người con. Marín đã chết vì ung thư não sau một thời gian dài chiến đấu, bao gồm cả việc điều trị ở Cuba và Thụy Điển . Sau khi bà qua đời, chính phủ đã tuyên bố hai ngày quốc tang. Đối với đám tang của cô, PCCh và gia đình cô đã tổ chức một cuộc tuần hành qua trung tâm Santiago , với ước tính trên báo chí là từ "hàng chục nghìn người tuần hành" đến "hơn 200.000 người" đến "gần một triệu người". Một đại lộ cắt qua một quận của tầng lớp lao động của Santiago sau đó được đổi tên theo tên của cô ấy.